# Фрегаты типа MEKO 200
Фрегаты типа MEKO 200 — тип фрегатов, разработанный немецкой судостроительной кампанией Blohm + Voss. Часть семейства боевых кораблей MEKO. Существует несколько модификаций, созданных в интересах различных иностранных заказчиков. Состоят на вооружении ВМС Австралии, Турции, Греции, Португалии и Новой Зеландии.

## Варианты

### Anzacclass (MEKO 200)
Известен как Anzac class. Существует всего 10 представителей. Строительством занималась частная австралийская оборонная компания AMECON. На вооружении ВМС Австралии состоит 8 представителей данного класса. Еще 2 были построены для ВМС Новой Зеландии. Уже после начала строительства Министерство обороны Австралии выразило желание изменить часть систем вооружения корабля. Были установлены улучшенные ракеты RGM-84 Гарпун, новый зенитно-ракетный комплекс ближнего радиуса действия Sea Sparrow, система постановки активных помех Nulka и новая гидролокационная система TSM 5424 Petrel.
В 2004 году Австралийское министерство обороны вместе с компаниями Tenix и Saab создали предприятие по типу государственно-частного партнёрства для усовершенствования противоракетной защиты фрегатов типа «Анзак». На модернизированных кораблях планировалось установить инфракрасную станцию слежения Vampir NG IRST производства компании SAGEM, систему боевого управления компании Saab и радары с АФАР производства CEA Technologies. Так же усовершенствованию подверглись мачты и радар для наблюдения за поверхностью моря.
MEKO 200TN
MEKO 200HN